# Коммунар (комбайн)

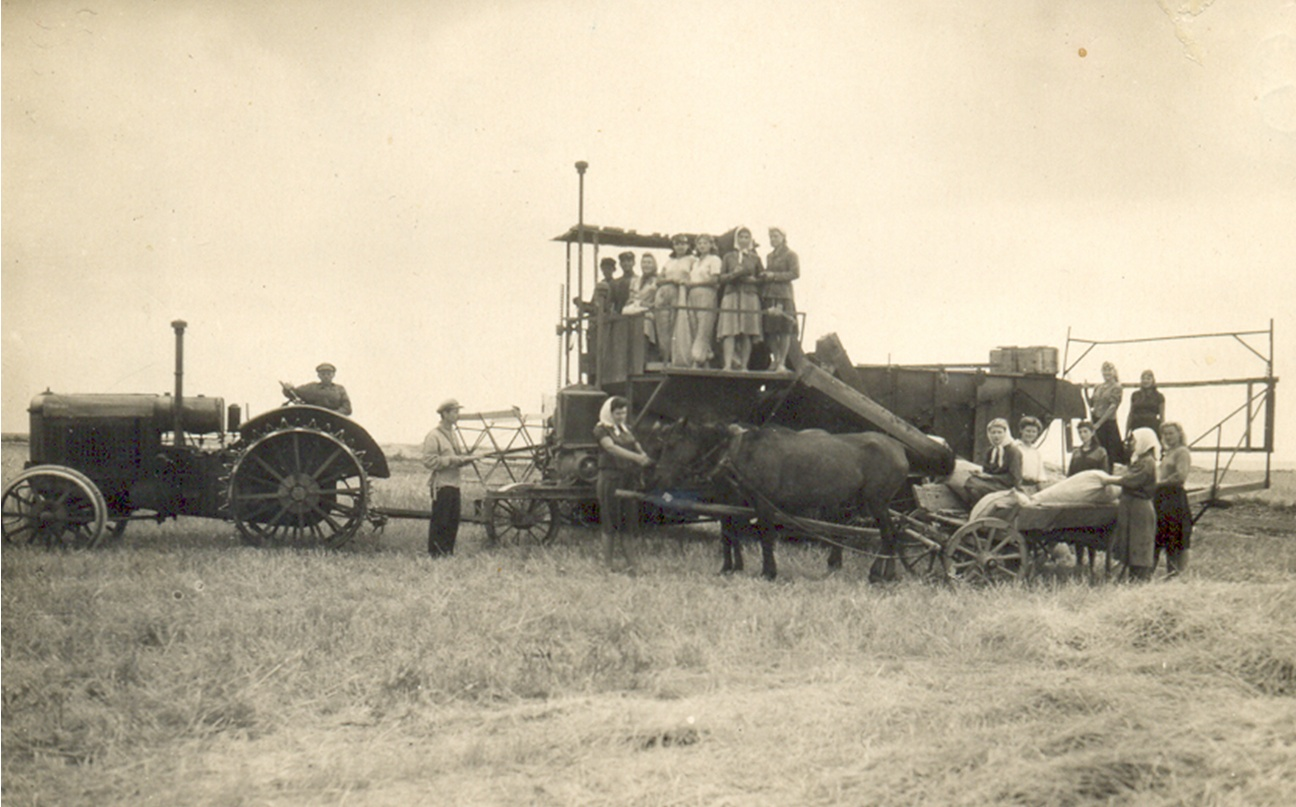
Трактор СХТЗ 15/30 и прицепной комбайн «Коммунар»

«Коммунар» — первый советский прицепной зерноуборочный комбайн. Впервые был выпущен в 1930 году на запорожском заводе «Коммунар». Прототипом являлся американский комбайн «Holt-34». Производство этих комбайнов позволило уже в 1932 году прекратить импорт комбайнов в СССР. Аналогичный комбайн «Саркомбайн» выпускался Саратовским комбайновым заводом.

## Технические особенности
Ширина захвата 4,6 м, минимальная высота резания 70 мм, максимальная высота резания 900 мм. Ёмкость бункера «Коммунара» — 1,8 м³. На комбайне установлен мотор Форд-НАТИ производства ГАЗ. Тяговое сопротивление комбайна — 700 кГс, что позволяло использовать его с маломощными тракторами СХТЗ 15/30 и «Универсал».